# Unirea (Dolj)
Pour les articles homonymes, voir Unirea.
Unirea est une commune roumaine située dans le județ de Dolj.